# Fritz Kuhr
Fritz Kuhr (* 10. Mai 1899 in Lüttich, Belgien; † 25. Februar 1975 in Berlin) war ein deutscher Künstler.

## Leben
Im Alter von acht Jahren entdeckte Kuhr seine Leidenschaft für die Malerei. In der Folgezeit entstanden hauptsächlich Naturstudien. 1922 begegnete er Otto Pankok und schloss sich dessen Laienkünstlergruppe an.
1923 ging er nach Weimar, um die Werke von Wassily Kandinsky und László Moholy-Nagy zu studieren. Im gleichen Jahr schrieb er sich am Bauhaus als Student ein. Ausschlaggebend für seine Einschreibung war jedoch die Begegnung mit Werken von Paul Klee, insbesondere dessen Aquarell Traumstadt. Er belegte den Vorkurs bei László Moholy-Nagy und besuchte die freien Malklassen von Kandinsky und Klee. Nach dem Vorkurs ging er in die Werkstatt für Wandmalerei. 1927 legte er die Gehilfenprüfung an der Handwerkskammer in Dessau ab und war 1928 und 1929 als Mitarbeiter von Hinnerk Scheper in der Werkstatt für Wandmalerei tätig. Er beteiligte sich auch aktiv am sozialen Leben des Bauhauses. Unter anderem spielte er in der zweiten Bauhauskapelle den Bumbass und vertrat die Studentenschaft im Meisterrat. Er war mit Ernst Kallai befreundet.
In der am Bauhaus geführten Kontroverse zur Stellung der Malerei positionierte sich Kuhr klar, indem er für eine eigenständige und freie Malerei am Bauhaus eintrat. Hiermit distanzierte er sich von der von Walter Gropius propagierten Einheit von Kunst und Technik, die der Kunst eine eher dienende Rolle zukommen ließ.
1929 bis 1930 war er Lehrer für gegenständliches Zeichnen, sowie für Akt und Porträt beziehungsweise Figur am Bauhaus. 1930 erhielt Kuhr das Bauhausdiplom Nr. 13 und ging als freier Maler nach Berlin. Dort stellte er in verschiedenen Galerien aus, unter anderem in der Galerie Ferdinand Möller, die ihn auch international vertrat. Bis 1933 erwarben die Kunstmuseen in Danzig, Hamburg und Hannover sowie die „Gesellschaft für moderne Kunst – Krefeld“ Arbeiten Kuhrs. 1932 lernte er Ernst Ludwig Kirchner kennen, der ihm unter anderem eine Ausstellung in Davos vermittelte.
Die Machtübergabe an die Nationalsozialisten veränderte die Situation Kuhrs nachhaltig. 1933 stand er noch in Kontakt zu Alois Schardt, dem Direktor der Berliner Nationalgalerie, der versuchte die Sammlung der modernen Künstler im Kronprinzenpalais aufrechtzuerhalten. 1934 wurde er im Völkischen Beobachter öffentlich diffamiert und aufgrund seines Namens als Jude bezeichnet. 1937 wurden im Rahmen der deutschlandweiten konzertierten Aktion „Entartete Kunst“ die Aquarelle Kuhrs „Dunkles Paar“ (1932) und „Dunkle Groteske“ aus dem Museum für Kunst und Gewerbe in Hamburg beschlagnahmt und zerstört. Infolge der Repressalien begab sich Kuhr in die Innere Emigration und trat nicht mehr öffentlich in Erscheinung. Er blieb jedoch offenbar Mitglied der Reichskammer der bildenden Künste und konnte 1940 in Hamburg an der Verkaufs-Ausstellung Deutsche Graphik teilnehmen.
Seine materielle Existenz sicherte er durch Restaurierungsarbeiten für die Berliner Museen und die Freundschaft zum Reichsbankdirektor Arnold Budczie, der ihm monatlich Grafiken abkaufte. Zu dieser Zeit unterhielt er eine Ateliergemeinschaft mit Bettina Encke von Arnim. Diese langjährige Freundschaft half ihm über die Zeit des Nationalsozialismus hinweg. So fand er auf Schloss Wiepersdorf Zuflucht und bekam durch die Familie von Arnim eine unabkömmliche Arbeitsstelle im Sägewerk vermittelt.
Im Februar 1945 wurde Kuhr doch noch zum Volkssturm eingezogen. Nach eigener Aussage desertierte er nach einer Stunde Kampfeinsatz. Das Kriegsende erlebte er in sowjetischer Kriegsgefangenschaft.
1948 wurde Kuhr als Professor an die pädagogische Abteilung der Hochschule für bildende Künste Berlin berufen. Zu seinen Studenten gehörte u. a. der Berliner Maler Karl-Heinz Herrfurth. 
Arbeiten Kuhrs aus dem Nachlass des Kunsthändlers Ferdinand Möller befinden sich in der Berlinischen Galerie.

## Fotografische Darstellung Kuhrs
- Fritz Eschen: Fritz Kuhr (1949; Auswahl aus einer Porträtserie)[3]

## Ausstellungen (unvollständig)

### Einzelausstellungen
- 1929–1933: Jährliche Ausstellungen in der Galerie Ferdinand Möller, Berlin
- 1930: Ausstellung in der Galerie Ludwig Schames, Frankfurt am Main
- 1932: Ausstellung im Deutschen Künstlerbund
- 1932: Ausstellung in Davos

#### Postum
- 1981: Berlin, Galerie Cartouche (Gouachen, Zeichnungen, Graphiken, Ölbilder)
- 2011: Lauenförde, Kragstuhlmuseum
- 2012: Berlin, 198er Galerie („Fritz Kuhr – Lebenstänze. Werke eines Bauhauskünstlers“)
- 2019: Berlin, Salongalerie Die Möwe („Unentrinnbar - der Bauhäusler Fritz Kuhr“)
- 2019: Ahrenshoop, Kunstmuseum („Also wird gemalt" : der Bauhäusler Fritz Kuhr“)

- 2019: Weimar, Galerie Hebecker ("Arbeiten auf Papier")

### Gruppenausstellungen
- 1929: Juryfreie Kunstausstellung Berlin, Berlin
- 1929: Gruppenausstellung junge bauhausmaler, mit Werken von Otto Berenbrock, Erich Borchert, Albert Braun, Willy Imkamp, Fritz Kuhr, Josef Leirer, Hilde Rantzsch, Hermann Röseler, Alexander Schawinsky, Lu Scheper und Fritz Winter als Wanderausstellung in Braunschweig, Krefeld, Halle (Saale), Erfurt und Berlin[4]
- 1930: Vision und Formgesetz
- 1933: 101. Große Frühjahrsausstellung im Künstlerhaus Hannover
- 1933: Wanderausstellung von Cassirer
- 1946: Ausstellung Expressionismus, Berlin
- 1948: Dresden, Der Ruf. Dresdner Maler! Auswärtige Gäste![5] 1950–1952: Wanderausstellung der Berliner neuen Gruppe durch die USA.
- 1950: 22 Berliner Bauhäusler stellen aus, Berlin
- 1952: Große Berliner Kunstausstellung
- 1953 und 1954: Freie Berliner Kunstausstellung
- 1956–1959: jährliche Teilnahme an der Großen Berliner Kunstausstellung